# Sarcophaga cayennensis
Sarcophaga cayennensis är en tvåvingeart som först beskrevs av Macquart 1843.  Sarcophaga cayennensis ingår i släktet Sarcophaga och familjen köttflugor.
Artens utbredningsområde är Franska Guyana. Inga underarter finns listade i Catalogue of Life.